# Senarpont
Senarpont é uma comuna francesa na região administrativa de Altos da França, no departamento de Somme. Estende-se por uma área de 7 km². Em 2010 a comuna tinha 652 habitantes (densidade: 93,1 hab./km²).